# 이외수문학상
이외수문학상은 등단하지 않은 신인 또는 소설 이외의 부문으로 등단한 기성 문인의 중편대상으로 사단법인 격외문원이 주관하고 청정원이 후원하는 문학상이다.

## 역대 수상 작품
- 2013년 1회 정택진<결>